# Athinkhaya
Athinkhaya (Idioma birmano: အ သင်္ ခ ယာ, pronunciado [ʔəθɪ̀ɴ kʰəjà]; también escrito como Athinhkaya; c. 1261 - 1310) fue uno de los fundadores del Reino Myinsaing en la actual Burma Central (Myanmar). Como comandante en jefe en el Ejército Real del Reino de Pagan, él, junto con sus dos hermanos menores Yazathingyan y Thihathu, lideraron la exitosa defensa de Pagan contra las invasiones mongoles en 1287. Tras el colapso del Imperio Pagano, los hermanos se convirtieron en rivales del rey Kyawswa de Pagan, y lo derrocaron en diciembre de 1297, nueve meses después de que Kyawswa se convirtiera en un vasallo mongol. Ellos defendieron con éxito a Birmania de la segunda invasión de los mongoles (1300–01), y emergieron como los únicos gobernantes del centro de Birmania.

## Infancia
Athinkhaya nació c. 1261/62 a una familia prominente en Myinsaing en el centro de Birmania. Su padre Theinkha Bo era un hermano menor del Saopha (jefe) de Binnaka, y había huido a Myinsaing después de una disputa con su hermano en 1260. Estudiosos (era de la colonia británica) identifican a su padre como de la etnia Shan. Pero el historiador Michael Aung-Thwin rechazó la afirmación, dado que no existe evidencia histórica de ningún tipo que apoye la afirmación. En cualquier caso, Theinkha Bo se casó con una hija de un rico banquero en Myinsaing.  Athinkhaya era el mayor de los cuatro hijos de la pareja. Tenía dos hermanos menores, Yazathingyan y Thihathu, y una hermana menor, Hla Myat.

## Servicio real
Athinkhaya entró al servicio real del rey Narathihapate, y más tarde se le unieron sus dos hermanos. Los tres hermanos se distinguieron en la guerra con los mongoles, que comenzó en 1277. Athinkhaya se casó con la familia real, se casó con la princesa Saw U, una sobrina del rey y una nieta del rey Uzana y la reina Thonlula. (Su hermana Hla Myat también se casó con el Príncipe Thihathu, Virrey de Prome.)
En 1285, los tres hermanos, aún en sus veinte años, llegaron a liderar la defensa de Birmania Central. El ejército había sido derrotado en el norte de Birmania por los mongoles en las estaciones secas anteriores (1283–85). Durante los siguientes dos años, ocuparon el frente (al norte de la actual Mandalay), mientras que el rey y su corte se trasladaron a la Baja Birmania. Probablemente fue durante este período que los hermanos recibieron los títulos oficiales de Athinkhaya, Yazathingyan y Thihathu por los cuales serían conocidos en la historia. Más tarde, el rey aceptó la soberanía mongol en enero de 1287, pero fue asesinado el 1 de julio de 1287. Cuando los mongoles en Tagaung invadieron el sur, los hermanos detuvieron exitosamente a los mongoles, quienes después de tomar muchas bajas se retiraron a su base en Tagaung.

## Ascenso al poder

### Virrey de Myinsaing
El país cayó en la anarquía. Los mongoles en Tagaung decidieron no involucrarse, dejando un vacío de poder. En el centro de Birmania, los hermanos asumieron oficialmente el liderazgo del ejército y consolidaron su dominio de la región de Kyaukese, el granero principal del Reino Pagano. Uno de los hijos de Narathihapate, Kyawswa, finalmente emergió como rey en Pagan el 30 de mayo de 1289, pero Kyawswa no controlaba mucho más allá de la capital. El verdadero poder en el centro de Birmania ahora pertenecía a los hermanos. El 19 de febrero de 1293, Kyawswa intentó comprar su lealtad nombrándolos virreyes de Kyuakse: Athinkhaya como virrey de Myinsaing, y Yazathingyan como virrey de Mekkhaya y Thihathu como virrey de Pinle. Los territorios que se les dio para gobernar eran pequeños, pero el rey mismo gobernó una pequeña región alrededor de la capital. Los hermanos tomaron el título de virrey pero no pensaron mucho en el "rey"que se los había dado. Su inscripción conmemorativa de su nombramiento como virrey en realidad afirma que eran iguales al rey, y recuerda que fueron ellos quienes derrotaron a los mongoles en 1287. Cuando Martaban (Mottama) en la parte baja de Birmania, que había estado en revuelta desde 1281 y oficialmente declarada independencia de Pagan desde 1287, se convirtió en vasallo de Sukhothai en 1293, fueron los hermanos quienes marcharon para retomar el antiguo territorio pagano. Aunque fueron rechazados en 1294, no quedaron dudas sobre quién tenía el poder real en el centro de Birmania.

### Derrocamiento de Kyawswa
En los años siguientes, los hermanos continuaron consolidando el poder en el centro de Birmania. Su hermano menor, Thihathu, fue el menos diplomático, se proclamó hsinbyushin (Lord ရှင်, "Señor del Elefante Blanco") en 1295 y mingyi (Great, "Gran Rey") en 1296. Aunque Athinkhaya y Yazathingyan pueden haber tolerado las declaraciones de sus hermanos, Kyawswa se sintió amenazado por ellos. En enero de 1297, Kyawswa decidió solicitar la protección de los mongoles, y el emperador mongol Timur Kan lo reconoció como el rey de Pagan el 20 de marzo de 1297. El emperador también otorgó títulos chinos a los hermanos como subordinados de Kyawswa. Los hermanos finalmente decidieron derrocar a Kyawswa y enfrentarse a los mongoles. El 17 de diciembre de 1297, con la ayuda de la reina viuda Pwa Saw, derrocaron a Kyawswa e instalaron a uno de los hijos de Kyawswa, Saw Hnit como su rey títere. Los hermanos ahora gobernaban Birmania Central como co-regentes de sus respectivas capitales de Myinsaing, Mekkhaya y Pinle.

## Co-regencia

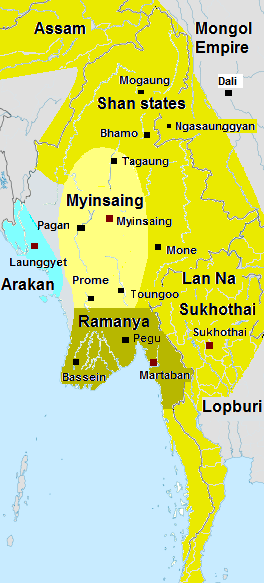
Birmania alrededor de 1310 que muestra el reino de Myinsaing, Ramanya, Arakan y el reino de Tai-Shan Basado en el mapa de Lieberman (2003),

Después del derrocamiento, los hermanos se prepararon para una represalia de los mongoles. Pero la represalia esperada nunca llegó. Se volvieron más audaces y le permitieron a Saw Hnit dar su primera audiencia el 8 de mayo de 1299. Dos días después, ejecutaron a Kyawswa y a su hijo mayor, Theingapati. Otro hijo de Kyawswa, Kumara Kassapa, escapó a Yunnan en septiembre de 1299 para buscar la ayuda de los mongoles. En enero de 1300, los hermanos decidieron forzar el problema atacando y ocupando las guarniciones mongoles del sur en Singu y Male. El gobierno mongol en Yunnan no pudo responder hasta un año más tarde, enviando un ejército de 12,000 efectivos. Los hermanos decidieron enfrentar a los mongoles en el centro de Birmania en su ciudad fortificada de Myinsaing. El ejército mongol comenzó el sitio de Myinsaing el 25 de enero de 1301 y lanzó un ataque importante contra el fuerte el 28 de febrero de 1301. El ataque falló. El 12 de marzo de 1301, Athinkhaya, con el apoyo de sus hermanos, hizo una oferta al comando mongol para darles un soborno a cambio de su retiro. El comando mongol estuvo de acuerdo. El 6 de abril de 1301, al recibir un soborno de 800 taels (30 kg) de oro y 2200 taels (83 kg) de plata, el ejército mongol comenzó su retirada. El gobierno de Yunnan no estuvo de acuerdo con el retiro; Los dos comandantes mongoles superiores fueron ejecutados por abandonar la misión original. No obstante, los mongoles no enviaron otra expedición y se retiraron del Birmania del norte dos años después.

### Post-invasión
Los mongoles dejaron el norte de Birmania a sus vasallos nominales, afirma Shan. Los hermanos pudieron extender su influencia tan al norte como Tagaung pero no más allá. El gobierno conjunto de los hermanos sobrevivió a pesar de las ambiciones de Thihathu. El hermano más joven asumió un título real de Ananda Thiha Thura Zeya Dewa en 1306 y se proclamó rey el 20 de octubre de 1309. No se sabe qué hicieron los dos hermanos mayores de las proclamaciones. En cualquier caso, Athinkhaya murió el 13 de abril de 1310 y los dos hermanos menores aún estaban vivos. Yazathingyan pasó a un segundo plano y murió en 1312/13. Thihathu se proclamó a sí mismo como el sucesor de la dinastía pagana, ya que fundó el Reino Pinya el 7 de febrero de 1313.